# Clementina Suárez
Clementina Suárez (Juticalpa, Olancho, 1902 - Tegucigalpa, 1991), fue una poeta hondureña reconocida nacional e internacionalmente, considerada la "matriarca de la poesía hondureña", promotora de la cultura y el arte de Honduras y Centroamérica.

## Biografía

### Primeros años
Clementina Suárez nació del matrimonio formado por Amelia Zelaya Bustillo, descendiente de poderosos ganaderos de Olanchito, y Luis Suárez, obrero. Fue la hija mayor de cuatro hermanas, siendo las otras Rosa (nacida en 1904), Dolores (1907) y Graciela (1912). Durante su infancia se destacó por su amor por la lectura, inculcado por su padre y su madre. Entre sus primeras lecturas estuvieron las revistas Esfinge y Ariel, fundadas por el escritor Froylán Turcios, también olanchano, así como Don Quijote de la Mancha, y escritores latinoamericanos como el ensayista ecuatoriano anticlerical Juan Montalvo.
La propia Clementina se describe en sus memorias inéditas como una niña introvertida y precoz: "Ya para entonces escribía, no sé qué, pero escribía, en minúsculos cuadernos, lo que me hacía permanecer aislada de los demás". Ella reafirmaba esta singularidad en las entrevistas: "Siempre estaba como ensimismada, interesada en otras cosas. Tenía más interés en lo que decían los mayores que en lo que mis compañeros decían".
Clementina recibió en el hogar una educación liberal. Su padre le enseñó a montar a caballo, no de lado, como se acostumbraba que lo hicieran las mujeres de la época, sino a horcajadas, como los hombres. Además de la lectura, practicaba en los actos escolares y veladas la oratoria y el teatro.
El padre de Clementina Suárez fue diputado del Congreso Nacional. Durante uno de sus viajes a Tegucigalpa para asistir a las sesiones, llevó a Clementina, entonces de doce años, y a su hermana Rosa, y las inscribió durante un año en el colegio La Instrucción, centro educativo para niñas donde se enseñaban elementos básicos de matemáticas, geografía e historia.

### Formación como poeta
En "un hecho notable en la Honduras de las primeras décadas del siglo XX", Clementina Suárez, después del fallecimiento de su padre, dejó la casa familiar en 1923, a los veintiún años. Se trasladó a más de 600 kilómetros de su pueblo natal, a Olanchito, departamento de Yoro; luego, al puerto de Trujillo. Después se trasladó a Tegucigalpa, donde se ganó la vida trabajando como dependienta de tienda.
En 1930, viajó a México, meca de los intelectuales de la época, de Centroamérica y otras regiones del mundo, debido al auspicio que recibían las artes y las auspicio. Para ello, según anécdotas, reunió dinero trabajando como mesera en el icónico restaurante de Tegucigalpa Jardín de Italia, ya desaparecido. Esa visita la inspiró para escribir su primer poemario, Corazón sangrante, publicado en Tegucigalpa en 1930. A raíz de este primer libro comenzó a dar recitales de poesía en Tegucigalpa. Su biógrafa Janet Gold describe así este período: "Empezó entonces a viajar por toda Centroamérica, dándose a conocer y participando en la vida cultural de Panamá, Costa Rica, El Salvador y Guatemala". 
Volvió a México, donde publicó, en 1931, tres poemarios: Iniciales, en coautoría con Lamberto Alarcón y Emilio Cisneros, ambos poetas mexicanos, y Martín Paz, poeta hondureño residente en México; Los templos de fuego y De mis sábados el último.
El crítico Salinas Paguada (1991) escribe: "Clementina Suárez se convierte en una viajera incansable en busca de nuevos derroteros y experiencias culturales. Sale nuevamente del país para residir en Nueva York y Cuba, donde publica su libro Veleros, con el cual inicia un nuevo estilo en su producción poética. De regreso a Centroamérica se instala en Costa Rica. Aquí edita Engranajes, y en 1957, residiendo en El Salvador, el Ministerio de Cultura le publica Creciendo con la hierba".

### La leyenda
Clementina Suárez se caracterizó por desafiar los convencionalismos sociales. En sus años de infancia, en la conservadora Juticalpa, era juzgada por tener amistades masculinas. En la también conservadora Tegucigalpa de la década de los años treinta interpretaba recitales en el Teatro Nacional, a veces con vestuario transparente. Sus libros eran leídos por las jóvenes a escondidas de las madres, ya que incluían poemas de tema erótico amoroso: "la autora establece una cosmovisión de carácter erótico. El vibrante goce sensual, en impulso o realización, está siempre presente".</ref>Umaña, Helen (1986). «Una teoría del amor en la poesía de Clementina Suárez». Literatura hondureña contemporánea. Editorial Guaymuras. p. 217.</ref> Su decisión de vivir la vida de acuerdo con sus propias decisiones se reflejó también en la relación fuera de matrimonio que sostuvo con el escritor hondureño Marco Antonio Rosa, con quien procreó dos hijas, Alba Rosa y Silvia Rosa.
En su biografía, Janet N. Gold cita cómo la actitud de Clementina frente a la vida, precursora del feminismo (si bien ella misma no se definía como feminista), ha sido descrita por otras autoras latinoamericanas: "Sola frente a la sociedad se dedicó a escribir... como obedeciendo a un impulso interno... se dedicó a viajar... viajó sola... llevando junto a la rouge [sic], el cuaderno de notas y el manojo de versos... Un día en que necesitaba dinero con urgencia, para una gravedad de una de sus hijas, anunció un recital en el que diría —entre otros— su poema 'Traje de astros', vestida tan solo con su casta desnudez... Fue combatida por clérigos y por hombres con psicología propia del harem [sic]...".</ref>Carrera, Julieta (1956). La mujer en América escribe. Ediciones Alonso.</ref

=== Poesía y pintura ===
La poeta Clementina Suárez se destacó también como promotora del arte, especialmente la pintura centroamericana.<ref>Salinas Paguada, Manuel (1991). «El mundo poético de Clementina Suárez». Cultura hondureña contemporánea. Diálogos y notas. Editorial Universitaria. p. 78-79. Su afición por la pintura data de su estadía en México. «Video Clementina Suárez, dirigido por René Pauck.».</ref> De acuerdo con su biógrafa Janet N. Gold, "la casa de Clementina Suárez en México se convirtió en lugar de reunión para muchos artistas y escritores, especialmente de la comunidad expatriada. Su residencia fue a la vez casa de huéspedes, galería de arte y salón bohemio (...). Se cuenta que Miguel Ángel Asturias trabajaba en la revisión de El señor Presidente sentado en la mesa de su cocina; que poetas nicaragüenses negociaban en su sala la compra de armas para la lucha contra el dictador." Numerosos pintores de Honduras y Centroamérica la retrataron, incluyendo el famoso muralista Diego Rivera, por lo cual la llamaron "la mujer más retratada de Honduras".
Fue también amiga y promotora de pintores hondureños, entre ellos, Pablo Zelaya Sierra. Ella y otra destacada mujer de las artes en Honduras, Mercedes Agurcia, lo acompañaron la noche en que murió. En 1959 fundó la primera galería de arte de Tegucigalpa: la Galería Morazánida. Al momento de su muerte, en 1991, su residencia en el Barrio La Hoya de Tegucigalpa era también galería de arte, con el nombre de Galería Clementina Suárez.

### Trabajo cultural
A inicios de la década de los treinta, Clementina Suárez fundó la revista Mujer, publicación literaria y de cultura general. Su biógrafa Janet Gold relata que no pudo encontrar ningún ejemplar, pero cita como constancia de su existencia la portada de la edición del 4 de marzo de 1934 de la revista Tegucigalpa, que muestra una fotografía de Clementina promoviendo su revista, vestida con la versión femenina de un uniforme de botones.
A finales de la década de los cincuenta, fue nombrada en el cargo de coordinadora cultural del entonces Ministerio de Educación Pública de Honduras. Uno de sus principales proyectos fue colocar bibliotecas los fines de semana en los parques de Tegucigalpa, en lo que probablemente fue la primera biblioteca móvil de Honduras, y para lo cual utilizaba su extensa biblioteca personal, además de los ejemplares que le enviaban sus numerosas amistades fuera de Honduras. Además, supervisaba la publicación de libros y organizaba exhibiciones de arte (Gold, 2001). 
Por otro lado, la poeta colaboró con periódicos y revistas, tales como El Correo Literario y el diario El Día, en el que tuvo a su cargo la columna cultural.  También apoyó la dramaturgia, estimulando a quienes después serían referentes del teatro en Honduras, tales como la destacada actriz Lucy Ondina y el director-actor Francisco Salvador (Gold, op. cit.). 

### Compromiso social
Sin tener militancia político-partidaria, Clementina Suárez se caracterizó, a partir de la publicación de su poemario Veleros, por asumir un compromiso social; como ella misma lo afirmó, "el poeta debe dar un testimonio de la época y de los movimientos que le ha tocado vivir". En 1979 declaró en una entrevista que la función de la poesía debe "en primer lugar ser auténtica, honrada, sincera. Utilizarla como lenguaje de los pueblos, como bandera de lucha, identificarse con las causas justas, esa y no otra debe ser la función de la poesía". El haber salido del país le permitió a la poeta "ampliar su perspectiva del mundo y de la vida y prestar oídos al rumor de los conflictos sociales de la época".

### Cargos desempeñados
- Agregada cultural de la Embajada de Honduras en El Salvador (1955-1957).[26]
- Coordinadora cultural del Ministerio de Educación Pública, gobierno de Ramón Villeda Morales.[22]

### Muerte
Clementina Suárez fue encontrada el sábado 7 de diciembre de 1991, golpeada e inconsciente, en su casa del barrio La Hoya de Tegucigalpa. Fue trasladada a un centro asistencial, donde falleció el 9 de diciembre sin haber recobrado el conocimiento.  Tenía 89 años de edad. El crimen nunca fue esclarecido, por lo cual permanece en la impunidad, y se cita como uno de los casos más emblemáticos de homicidios cometidos en Honduras.

## Premios obtenidos
Premio Nacional de Literatura Ramón Rosa 1970.

## Obras sobresalientes
- Corazón sangrante. Tegucigalpa: Tipografía Nacional, 1930.
- Iniciales. México: Libros Mexicanos, 1931.
- De mis sábados el último. México: Libros Mexicanos, 1931.
- Los templos de fuego. México: Libros Mexicanos, 1931.
- Engranajes. San José, Costa Rica: Borrasé, 1935.
- Veleros. La Habana: Editorial Hermes, 1937.
- De la desilusión a la esperanza. Tegucigalpa: Tipografía Nacional, 1944.
- Creciendo con la hierba. San Salvador: Ministerio de Cultura, 1957.
- Canto a la encontrada patria y su héroe. Tegucigalpa: s.e., 1958.
- El poeta y sus señales. Tegucigalpa: Universidad Nacional Autónoma de Honduras, 1969.
- Antología poética. Tegucigalpa: Secretaría de Cultura y Turismo, 1984.
- Con mis versos saludo a las generaciones futuras. Tegucigalpa: Ediciones Paradiso, 1988.
- Poesía completa (edición de María Eugenia Ramos). Tegucigalpa: Editorial Universitaria, 2012.